# Pfarrkirche Obdach

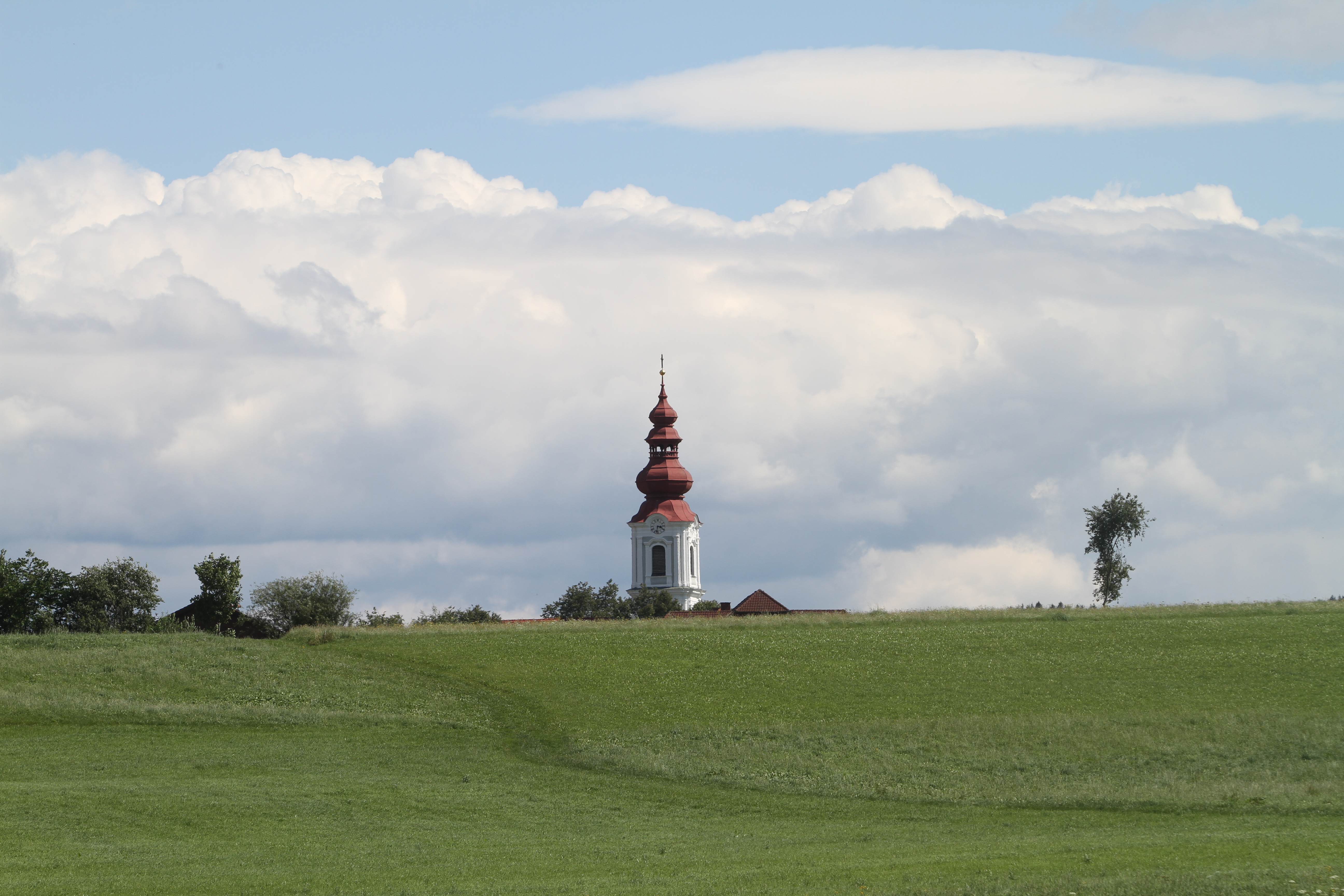
Turm der katholischen Pfarrkirche hl. Ägydius in Obdach von Nordwesten

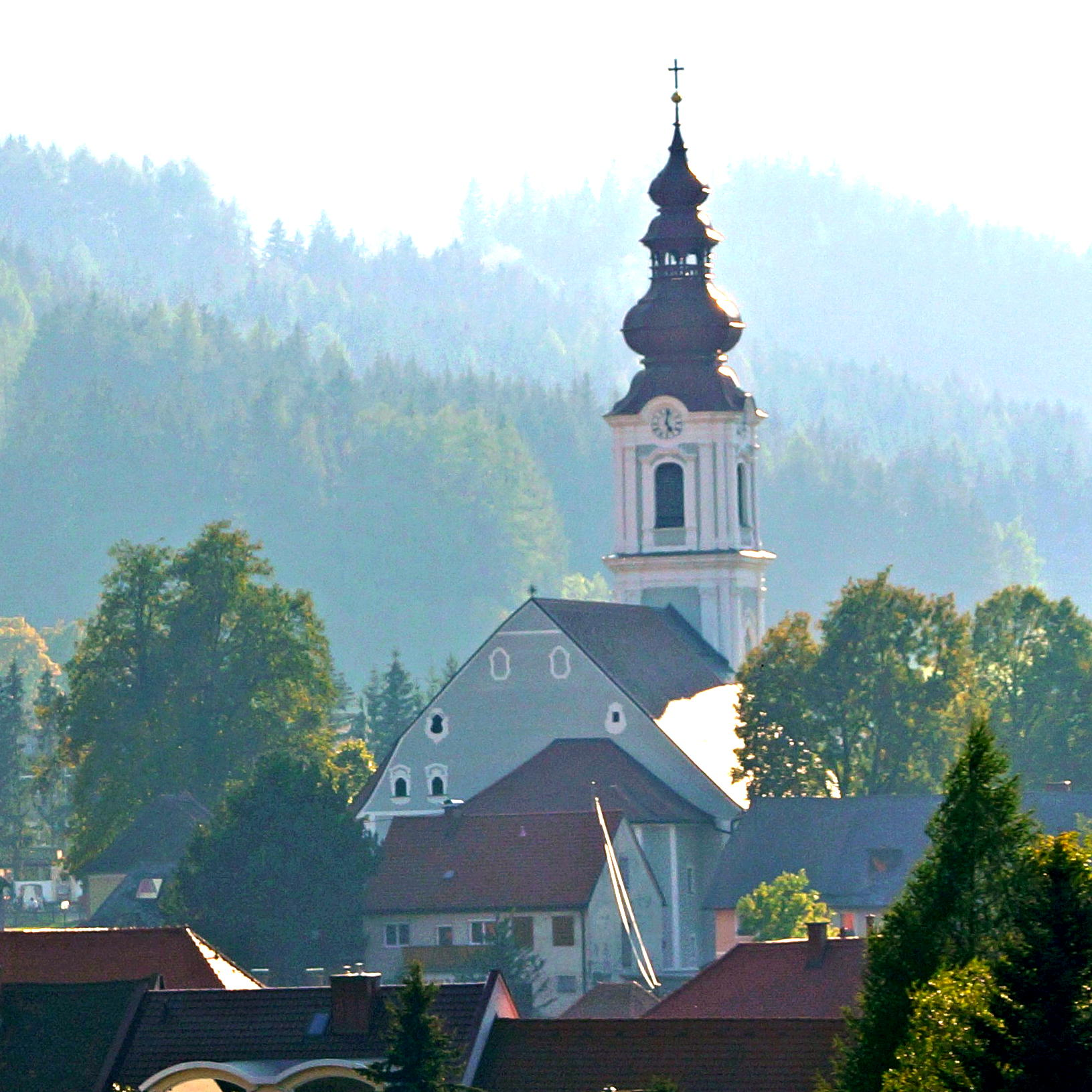
St. Ägidius von Osten (Prostbichl)

Die Pfarrkirche Obdach steht westlich etwas oberhalb des Ortes in der Marktgemeinde Obdach im Bezirk Murtal in der Steiermark. Die dem heiligen Ägidius geweihte römisch-katholische Pfarrkirche gehört zum Dekanat Judenburg in der Diözese Graz-Seckau. Die Kirche steht unter Denkmalschutz (Listeneintrag).

## Geschichte
Urkundlich wurde 1207 eine Kirche als Filiale von Weißkirchen genannt. Eine eigene Pfarre wurde für das 13. Jahrhundert angenommen. Bis 1958 war die Kirche dem Stift St. Lambrecht inkorporiert.
Der dreischiffige Kirchenbau ist mit dem Mittelschiff und Chorquadrat romanisch, mit dem Südschiff und der Sakristei spätgotisch, und mit dem Nordschiff aus der zweiten Hälfte des 17. Jahrhunderts ist barock. Die Westempore wurde im 17. Jahrhundert eingebaut. Der Westturm wurde 1757/1760 nach den Plänen des Maurermeisters Anton Liebfahrt erbaut.

## Architektur
Kirchenäußeres

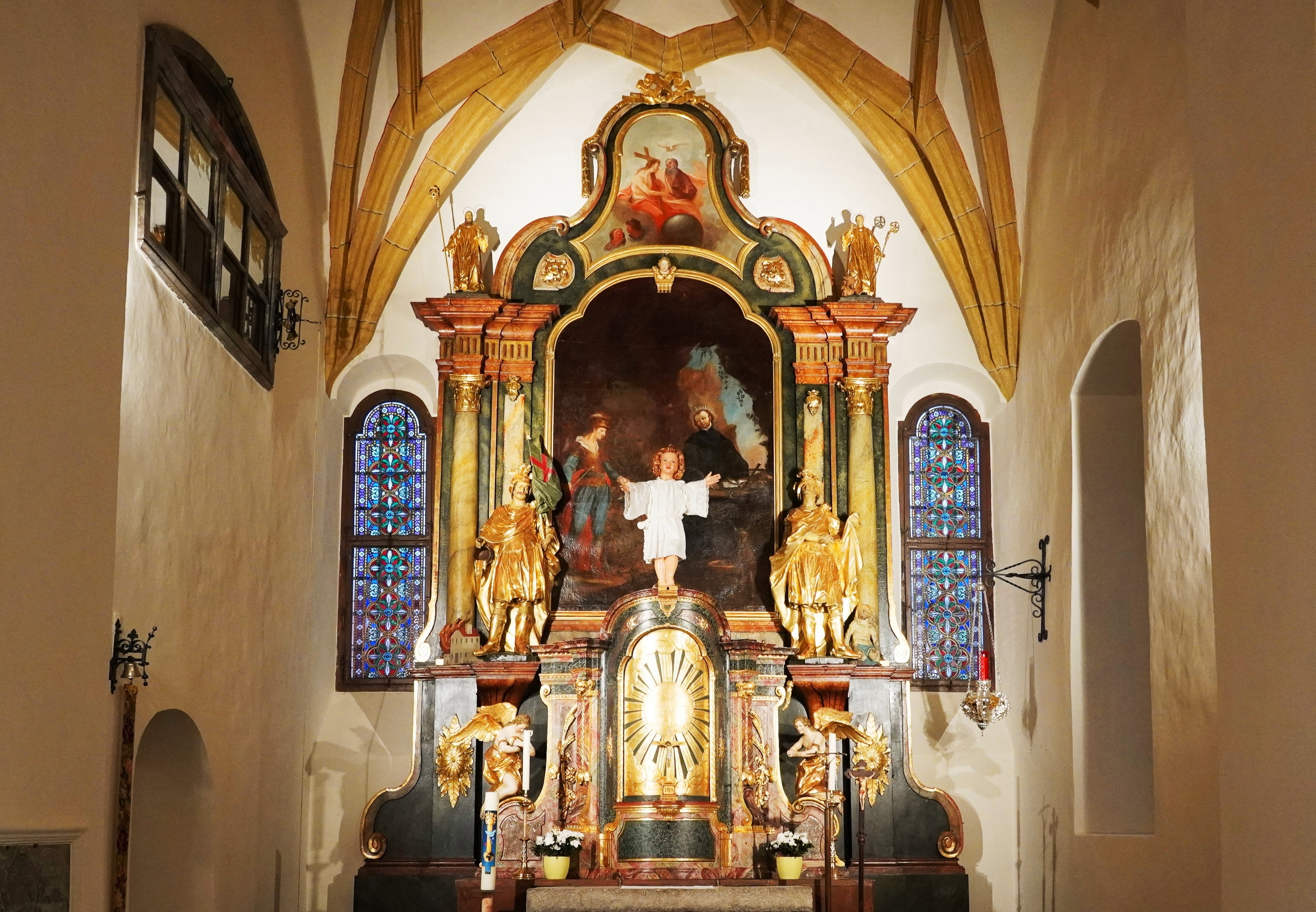
Hauptaltar Pfarrkirche hl. Ägydius

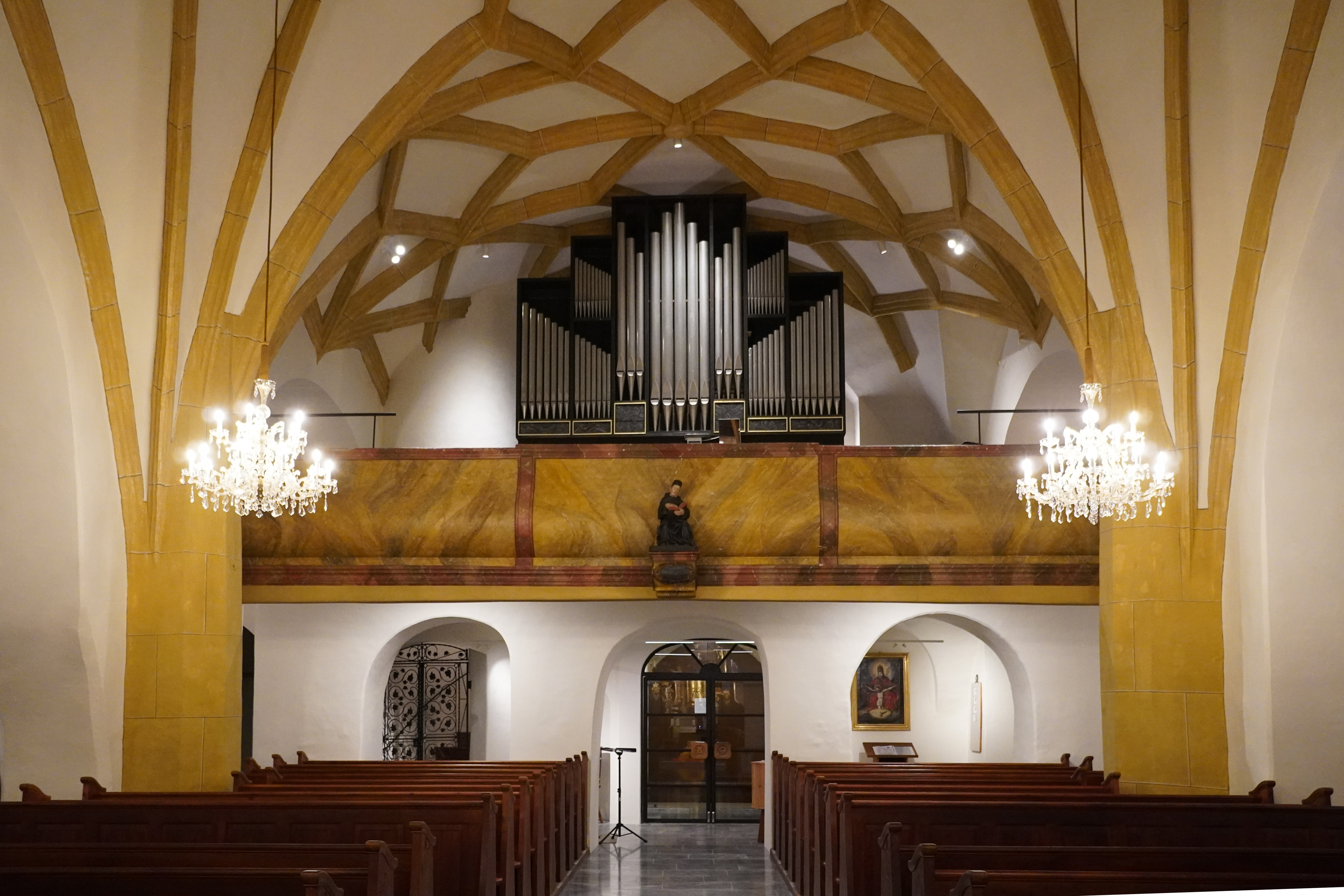
Gotisches Sternrippengewölbe, barocke Empore, seitlich angeschnitten: Bögen der Seitenschiffsarkaden

Nur das niedrigere Südschiff hat gotische Strebepfeiler. Alle Fenster wurden barockisiert. Der stattliche dreigeschoßige Westturm vor dem Mittelschiff mit Pilastergliederung und Eckrundpfeilern trägt einen reich gestalteten Zwiebelhelm.
Kircheninneres
Das breitgelagerte dreischiffige dreijochige Langhaus zeigt im Mittelschiff und im etwas niedrigeren Südschiff reiche spätgotische Sternrippengewölbe. Das barocke Nordschiff hat Kreuzgratgewölbe auf Gurten auf Wandpfeilern. Das eingezogene Chorquadrat zeigt ein bemerkenswertes achtstrahliges Sternrippengewölbe. Die durch alle Schiffe gehende Westempore, im Mittelschiff rechts hinten mit einer Wendeltreppe erschlossen, im Mittelschiff vorgezogen, zeigt barocke Brüstungen.

## Ausstattung
Der Hochaltar aus 1805 hat einen freistehenden Tabernakel.
Die Orgel ist aus 1975. Eine Glocke nennt Josef Hammerschmied 1773.